# Vioolconcert (Tüür)
Erkki-Sven Tüür voltooide zijn Vioolconcert in 1998.
Het werk is geschreven op verzoek van het Radio-Sinfonie-Orchesters Frankfurt. Zij gaven dan ook de première van dit werk met als solist Isabelle van Keulen. Dirigent was Hugh Wolf. De componist leerde Isabelle in 1997 kennen, tijdens een uitvoering van Architectonics VI.
Het concert draagt de typische handtekening van Tüür. Het is een samensmelting van minimal music, eigentijdse klassieke muziek en dan met rockinvloeden. In zijn concert laat hij de stem van de solist horen tegenover die van het symfonieorkest. Het orkest beweegt daarbij eerst naar de solist toe en dan weer van  hem vandaan. 
Het concert kent de klassieke driedelige opzet, waarbij deel 1 ook uit drie secties is opgebouwd. De delen zijn I en II en III genoemd.
De instrumentatie is als bij een romantisch vioolconcert:
- solo viool
- 2 dwarsfluiten, 2 hobo’s, 3 klarinetten, 2 fagotten
- 4 hoorns, 2 trompetten, 3 trombones, 1 tuba
- pauken, percussie
- violen, altviolen, celli, contrabassen

Philip Tüür is de vader van de componist.